# 30 Уранія
30 Уранія — великий астероїд головного поясу, відкритий англійським астрономом Джоном Расселом Гайндом 22 липня 1854 року. Це було десяте й останнє відкриття астероїда Джоном Гайндом. Названий на честь Уранії, грецької музи астрономії. Початкові елементи орбіти 30 Уранії опублікував Вільгельм Гюнтер, асистент обсерваторії Бреслау.
Астероїд обертається навколо Сонця з періодом 3,64 роки і обертається навколо своєї осі з періодом 13,7 годин. За спектром його класифікують як кам’яний астероїд S-типу. 2000 року були проведені вимірювання розмірів астероїда з Національного телескопа Галілея на Канарських островах за допомогою спекл-інтерферометрії. Вони дали для видимої форми поперечного перерізу Уранії еліпс довжиною 111 км і шириною 89 км.